# Комсомольская ТЭЦ-1
Комсомольская ТЭЦ-1 — тепловая электростанция в городе Комсомольске-на-Амуре, Хабаровский край. Организационно входит в состав структурного подразделения «Комсомольская ТЭЦ-2» филиала «Хабаровская генерация» АО «Дальневосточная генерирующая компания» (входит в группу РусГидро).

## Конструкция станции
Комсомольская ТЭЦ-1 представляет собой тепловую паротурбинную электростанцию (теплоэлектроцентраль) с комбинированной выработкой электроэнергии и тепла. Станция работает в осенне-зимний период по тепловому графику нагрузок, в межотопительный период теплофикационное оборудование выводится в резерв. Установленная мощность электростанции — 15 МВт, установленная тепловая мощность — 184,5 Гкал/час. Тепловая схема станции выполнена с поперечными связями по основным потокам пара и воды, оборудование рассчитано на давление пара 29 кгс/см² и температуру пара 440°С. В качестве топлива используется природный газ сахалинских месторождений. Основное оборудование станции включает в себя:
- Турбоагрегат № 2 мощностью 15 МВт, в составе турбины Р-15-29/1,2 с генератором Т-2-25-2, введён в 1953 году.

Пар для турбоагрегатов вырабатывают два котла фирмы Бабкок-Вилькокс, один котёл ТП-150 и один котёл БКЗ-75. Выдача электроэнергии в энергосистему производится через закрытое распределительное устройство (ЗРУ) напряжением 110 кВ и открытое распределительное устройство (ОРУ) напряжением 35 кВ по следующим линиям электропередачи:
- ВЛ 110 кВ Комсомольская ТЭЦ-1 — Комсомольская ТЭЦ-2, 2 цепи (С-83, С-84);
- ВЛ 110 кВ Комсомольская ТЭЦ-1 — ПС Привокзальная (С-75);
- ВЛ 110 кВ Комсомольская ТЭЦ-1 — ПС К (С-76);
- ВЛ 35 кВ Комсомольская ТЭЦ-1 — ПС Западная, 2 цепи (Т-163, Т-174);
- ВЛ 35 кВ Комсомольская ТЭЦ-1 — ПС Таёжная (Т-166);
- ВЛ 35 кВ Комсомольская ТЭЦ-1 — ПС Городская, 2 цепи (Т-164, Т-165);
- ВЛ 35 кВ Комсомольская ТЭЦ-1 — ПС ЭТЗ (Т-161).

## История строительства и эксплуатации
Проектирование Комсомольской ТЭЦ-1 начато в 1937 году, строительство станции начато в конце 1930-х годов и приостановлено с началом Великой Отечественной войны. В 1946 году строительные работы были возобновлены, при этом проект был откорректирован — на станцию в числе прочего установили оборудование, демонтированное с одной из электростанций в Маньчжурии: три котла фирмы «Бабкок-Вилькокс» (эксплуатируются по настоящее время) и турбоагрегат фирмы «Мицубиси» мощностью 25 МВт.
Первый турбоагрегат Комсомольской ТЭЦ-1 был введён в эксплуатацию в декабре 1950 года, а в 1956 году строительство станции в составе трёх очередей было завершено, её мощность достигла 75 МВт. В 1974 году Комсомольская ТЭЦ-1 была объединена с Комсомольской ТЭЦ-2 в одно предприятие и вошла в её состав на правах цеха.
В 1985—1989 годах котлоагрегаты были переведены с угля на природный газ. С образованием в 1993 году ОАО «Хабаровскэнерго», Комсомольская ТЭЦ-1 (в составе Комсомольской ТЭЦ-2) вошла в его состав. С 2007 года Комсомольская ТЭЦ-1 входит в состав структурного подразделения «Комсомольская ТЭЦ-2» филиала «Хабаровская генерация» АО «Дальневосточная генерирующая компания». Комсомольская ТЭЦ-1 обеспечивает теплом три городских микрорайона и завод «Амурметалл», оборудование станции отработало более 60 лет, морально устарело и изношено, в результате вывода из эксплуатации части оборудования мощность станции снизилась с исходных 75 МВт сначала до 25 МВт, а с февраля 2021 года, после вывода из эксплуатации турбоагрегата № 1 (мощность 10 МВт, в составе турбины Р-10-29/1,2 с генератором МВ-25, введён в 1950 году) — до 15 МВт.
К 2026 году планируется вывод Комсомольской ТЭЦ-1 из эксплуатации со строительством на её площадке замещающей котельной мощностью 300 Гкал/ч.